# Maria Sempleová
Maria Keogh Sempleová (* 21. května 1964, Santa Monica, Kalifornie) je americká spisovatelka a scenáristka. Její rodina se přestěhovala do Španělska brzy po jejím narození, kde její otec, scenárista Lorenzo Semple Jr. napsal pilotní díl televizního seriálu Batman. Rodina se přestěhovala do Los Angeles, a pak do Aspenu v Coloradu. Maria navštěvovala internátní školu v Choate Rosemary Hall, poté získal titul z angličtiny na Barnard College. Nyní žije se svým přítelem Georgem Mayerem v Seattlu a má dceru Poppy.
Svůj první scénář napsala Maria v roce 1992 pro televizní seriál Beverly Hills 90210. Byla nominována na Emmy v roce 1997 za Med About You (Jsem do tebe blázen). Její spisovatelská dráha začala v roce 2008 knihou This One is Mine a následovala kniha v roce 2012 Where'd You Go, Bernadette, kterou v českém jazyce vydalo nakladatelství Plus pod názvem Kde se touláš, Bernardetto (2014).

## Knihy v češtině
- Kde se touláš, Bernardetto – 2014 (nakladatelství Plus)